# Christophe Pellegrini
Pour les articles homonymes, voir Pellegrini.
Christophe Pellegrini, né le 17 mai 1975 à Besançon, est un joueur de basket-ball professionnel français. Il mesure 2 m.

## Clubs
- 1991-1995 :  Dijon (Centre de formation Pro A)
- 1995-1996 :  La Rochelle (Pro B)
- 1996-1997 :  Dijon (Pro A)
- 1997-1998 :  Vichy (Pro B)
- 1998-2000 :  Brest (Pro B)
- 2000-2001 :  Rueil (Pro B)
- Fin 2001 :  Chalon-sur-Saône (Pro A)
- 2002-2003 :  Roanne (Pro A)
- 2003-2005 :  Autun (Nationale 1)

## Palmarès
- Champion de France Espoir 1993-1994 et 1994-1995
- Vainqueur Trophée du Futur Espoir 1994-1995
- Champion de France Pro B 2001 - 2002